# 上海钱业公会
上海钱业公会是上海钱庄业的同业组织，總部位於寧波路265號的钱业大楼。
1917年2月，上海南市与北市的钱业团体合并为上海钱业公会。當時由朱五楼任会长，秦润卿任副会长。1920年秦润卿担任会长。五四运动时期，上海钱业公会领导同业参加罢市。1921年钱业公会创办《钱业月报》。1923年創辦上海钱业公会儲能學社，它是一所職業學校。1925年設立钱业中小学。五卅运动时期，再次领导同业罢市。1927年3月，参加发起上海商业联合会。1928年1月，上海钱业公会'废除董事，改为委员制。1931年10月，改组为上海钱业同业公会。1932年設立钱业准备库。1933年設立钱业业务研究社。1935年，秦润卿不再擔任钱业公会会长。1943年，又改组为上海特别市钱商业同业公会。1949年5月，上海钱业公会注册会员有80家。1949年8月，當時新设立的上海市工商联筹备会认为银行、钱庄、
信托三业公会性质相同、经营业务相同，應該將三公会合并组成上海金融业同业公会筹备会。上海钱业公会一度拒绝接受合併，不過最终仍于1949年12月与银行业、信托业合并改组为上海金融业同业公会。